# Questo è il mio paese
Questo è il mio paese è una miniserie televisiva italiana del 2015, ideata da Sandro Petraglia ed Elena Bucaccio e diretta da Michele Soavi. Prodotta da Rai Fiction e Cross Production, è stata trasmessa in prima visione su Rai 1.

## Trama
Anna si trasferisce a Calura, un paese immaginario dell'Aspromonte nonché sua città natale, dove prende il posto di sindaco la sua amica di infanzia Emilia. Quest'ultima sceglie la stessa Anna per la carica di vicesindaco. Emilia, però, ha un tumore ed è costretta a dimettersi dopo poco: in queste situazioni è il vicesindaco che prende la carica di sindaco.
Anna rivoluzionerà il modo di fare di Calura, fra vari problemi (sia privati che del comune) e incomprensioni. Tuttavia, Anna riuscirà a cambiare la situazione nella città, nel suo paese e, ricandidatasi, dopo un anno viene eletta sindaco nonostante le ripetute minacce ricevute dal boss Cafuero.

## Luoghi
Benché la serie sia ambientata in Calabria, le scene sono state girate in vari borghi della Puglia e della Basilicata:
- Città di Calura (municipio, vie del paese, scuola, etc.): Vico del Gargano (FG)
- Stazione ferroviaria nuova e varie scene delle vie della Città di Calura: Ischitella (FG)
- Vecchia stazione ferroviaria della Città di Calura: San Marco in Lamis (FG)
- Cantiere del porto: Manfredonia (FG)
- Casolare e spiaggia di Calura: Peschici (FG)
- Viste aeree della città di Calura: Castelmezzano (PZ)
- Viste aeree del porto turistico :  Rodi Garganico (FG)
- Piazzetta omicidio raccoglitori africani  di arance Rodi Garganico (FG)

## Episodi
| nº | Sei episodi | Prima TV         |
| -- | ----------- | ---------------- |
| 1  | Episodio 1  | 9 novembre 2015  |
| 2  | Episodio 2  | 10 novembre 2015 |
| 3  | Episodio 3  | 17 novembre 2015 |
| 4  | Episodio 4  | 24 novembre 2015 |
| 5  | Episodio 5  | 25 novembre 2015 |
| 6  | Episodio 6  | 30 novembre 2015 |